# 徐爾一
徐爾一（1579年—1647年），原名憲龍，字善伯，浙江上虞縣人，明朝末年政治人物。

## 生平
萬曆十六年（1588年）戊子科舉人，任分水縣教諭，陞四川長壽縣知縣，調繁江津縣，上書言事，得到巡撫朱燮元賞識。
崇禎元年（1628年），行取工部主事。魏忠賢被殺，徐爾一等人上疏為熊廷弼申冤，但崇禎不准。毛文龍被袁崇煥處決，徐爾一又上疏為其鳴冤，並以家人性命担保毛文龙从无贪污军饷，崇禎亦不准。崇禎五年（1632年），出荊關，不久轉員外郎，告歸。
魯王監國，擢為光祿寺少卿，未赴任。清順治四年（1647年），西陵軍潰，扼腕歎息而卒，年六十九。

## 評價
《明史·熊廷弼傳》稱：“爾一蓋亦一偉丈夫也！”。

## 著作
有《溪閣漫鈔》。《上虞縣志》錄其《辨熊經略功罪疏》。

## 家族
祖父徐學詩，嘉靖進士，官至刑部郎中。
子徐言達，天啟辛酉舉人，崇禎癸未會試副榜。